# Повернення в Зурбаган
«Повернення в Зурбаган» — радянський художній фільм 1990 року, знятий режисером Олегом Гойдою на Кіностудії ім. О. Довженка.

## Сюжет
Старков, повернувшись після ув'язнення, зустрічається зі своїм юнацьким коханням Танею, у якої за ці роки з'явилася дочка Неля. Знайомство Старкова з дівчинкою змусило його по-іншому поглянути на стосунки з Танею і з «колишніми» дружками

## У ролях
- Світлана Рюміна — Тетяна
- Віктор Нікітін — Володя Старков
- Олена Кирилова — Неллі Рожкова, дочка Тетяни
- Ірина Соколова — Антоніна Семенівна, вчителька
- Олексій Серебряков — «Кисіль», колишній «дружок» Старкова
- Олександр Пархоменко — зять господині кози
- Ірина Кіхтьова — мати Юрки
- Валентина Салтовська — господиня кози
- Анатолій Іванов — роль другого плану
- Олексій Демидов — роль другого плану
- Антон Гойда — роль другого плану
- Ваня Ошаров — роль другого плану
- Саша Маліков — роль другого плану
- Олександр Меншагін — роль другого плану
- Михайло Ігнатов — приятель Володі Старкова
- О. Іванова — епізод
- Валерій Шаріпов — епізод
- Людмила Романова — епізод
- Віра Саранова — офіціантка
- Агафія Болотова — епізод
- Наталія Панчик — епізод

## Знімальна група
- Режисер — Олег Гойда
- Сценарист — Борис Рахманін
- Оператор — Леонід Горлань
- Композитор — Володимир Дашкевич
- Художник — В'ячеслав Рожков